# German Studies Review
 German Studies Review  è una rivista accademica peer-reviewed in lingua inglese, pubblicazione ufficiale della German Studies Association.
Fondata nel 1978, pubblica con periodicità triennale articoli relativi alla storia, letteratura, cultura e politica dei Paesi europei di lingua tedesca.
Secondo il Journal Citation Report, nel 2016 la rivista aveva un fattore di impatto pari a 0,413.